# Aeroportul Lieutenant Colonel Rafael Pabón
Aeroportul Lieutenant Colonel Rafael Pabón (IATA: VLM, ICAO: SLVM) este un aeroport din Bolivia ce deservește zona Villamontes⁠(d).
Situat la o altitudine de 398 m, aeroportul dispune de o singură pistă.